# Masako Sakamoto
Masako Sakamoto (jap. 阪本 雅子, Sakamoto Masako; * 10. Oktober 1972 in der Präfektur Kumamoto) ist eine japanische Badmintonspielerin.

## Karriere
Masako Sakamoto nahm 1996 im Damendoppel an Olympia teil. Sie verlor dabei in Runde zwei gemeinsam mit Tomomi Matsuo und wurde somit 9. in der Endabrechnung. 1994 und 1995 waren beide japanische Meisterinnen im Doppel geworden. Schon 1990 hatte Sakamoto erstmals auf sich aufmerksam gemacht, als sie die Deutschen Internationalen Juniorenmeisterschaften im Doppel mit Mayumi Watanabe gewinnen konnte.

## Sportliche Erfolge
| Saison    | Veranstaltung                                   | Disziplin   | Platz | Name                              |
| --------- | ----------------------------------------------- | ----------- | ----- | --------------------------------- |
| 1989/1990 | Deutsche Internationale Juniorenmeisterschaften | Damendoppel | 1     | Masako Sakamoto / Mayumi Watanabe |
| 1994      | Japan: Einzelmeisterschaften                    | Damendoppel | 1     | Masako Sakamoto / Tomomi Matsuo   |
| 1995      | Japan: Einzelmeisterschaften                    | Damendoppel | 1     | Masako Sakamoto / Tomomi Matsuo   |
| 1996      | Olympia                                         | Damendoppel | 9     | Masako Sakamoto / Tomomi Matsuo   |